# 하이웨이 407역
하이웨이 407역(Highway 407 Station)은 토론토 교통국 (TTC) 이 운행하는 토론토 지하철 1호선 영-유니버시티의 역이다. 온타리오주 본에 위치해있는 이 역은 제인 스트리트와 407번 고속도로 남서쪽에 있다. TTC 지하철과 YRT 버스는 2017년 12월 17일부터 운행을 시작하였으며 이후 12월 30일에 GO 트랜싯 버스도 정차하기 시작하였다. 이 역은 또한 추후에는 407번 고속도로에 설치될 버스 전용 도로와 연계를 염두에 두고 있는 지하철역이기도 하다.

## 역사
1950년대 중반, 온타리오 주를 동서로 가르지르는 401번 고속도로와 토론토와 배리를 잇는 400번 고속도로가 개통한 직후 401번 고속도로를 우회하는 고속도로를 토론토 북쪽에 짓는 방안을 제시하였다. 1959년에 토론토 통합시가 출판한 공식 계획안을 보면 400번과 401번 고속도로 뿐만 아니라 앞으로 지어질 403, 404번 고속도로와 더불어 407번 고속도로가 도로 번호와 함께 나타나있다. 1960년대 초반, 401번 고속도로에 차량 통행량이 급속도로 증가하면서 이에 대한 대책 마련이 시급하였다. 401번 고속도로는 기존에 예상한 하루 3만 5천 대를 훨씬 넘어 1961년에는 하루 7만 대가 이 고속도로를 이용했다. 온타리오 주 정부는 401번을 우회할 407번 고속도로도 검토해보았으나 401번 고속도로를 왕복 12차로로 늘려 수용량을 3만 5천 대에서 16만 4천여 대로 늘리는 쪽으로 결정하여 우회 고속도로 건설은 무산되었다.
407번 고속도로 건설이 다시 주목을 받게 된 시점은 1980년대 말로, 이 당시 토론토의 교통 상황은 날이 갈수록 악화되었다. 온타리오 주 정부는 401번 고속도로를 확장하거나 우회 고속도로인 407번을 짓는 방안을 검토하였으나 고속도로를 짓는 데 킬로미터 당 2천만 달러의 공사비는 적지 않게 부담스러웠다. 1986년, 온타리오 주지사인 데이비드 피터슨은 러시 아워에 401번 고속도로에 주차장마냥 서있는 차량들을 보고 고속도로 신설을 결심하게 되었다. 1987년, 주 정부는 407번 고속도로 신설을 확정하고 공사비를 줄이기 위해 새로운 방안을 모색하게 되었다. 407번 고속도로는 새로 개통하는 고속도로는 통행료가 있는 유료 도로로 가닥을 잡았다. 해리스 정부에 들어서 고속도로는 민자화되었고 이후 1단계 구간인 410번 고속도로 - 404번 고속도로 구간이 1997년 6월에 개통하였다.
제인 / 407번 고속도로 지역에 처음으로 버스가 운행하기 시작한 때는 1988년 4월, 본 교통국 (이후 요크 지역 교통국)의 요청으로 토론토 교통국의 35번 제인 버스가 제인역을 출발해 랭스태프 근처에 있는 산업 단지를 평일 러시 아워에 한해 돌기 시작한 때였다. 이 당시부터 스틸즈 애비뉴 북쪽으로는 본 교통국의 요금을 따로 지불해야 했다.
지하철 연장에 대한 논의도 1980년대부터 적극적으로 이루어졌다. 온타리오 주와 광역 토론토 시는 스파다이나 선이 개통한 이후 다음 지하철을 어디에 지어야할 지 논의를 시작하였는데, 1984년에 발표된 '네트워크 2011' 계획안은 30년간 21억 달러의 예산을 투입해 셰퍼드 애비뉴와 에글린턴 애비뉴에 지하철을 짓는 방안을 추진하였다. 당시 온타리오 주지사였던 빌 데이비스는 토론토의 대중교통 확충에 호의적이였고 이 계획안 또한 데이비스 정부에서 승인했을 것으로 보이나 주지사가 은퇴하고 새로운 자유당 정부인 피터슨 정부가 들어서면서 상황은 달라졌다. 1989년, 피터슨 정부는 네트워크 2011의 막대한 비용을 두고 스파다이나 지하철을 북서쪽으로 연장하는 대신 윌슨역에서 더퍼린 / 핀치를 지나 핀치역에서 영 지하철과 연결해 순환선으로 엮는 '벨트 라인' 계획안을 제시하였다.
벨트 라인 계획안에 가장 먼저 반발한 사람은 셰퍼드 애비뉴 지하철을 추진한 노스요크 시장인 멜 라스트먼이였다. 반대 진영은 전선밖에 지나지 않는 허허벌판에 지하철을 지으려 한다고 반발하였으며 다람쥐를 지하철에 태울 거냐며 조롱하였다. 스카버러 지역 주민과 정치인들은 순환선은 노스요크에만 혜택이 돌아가고 스카버러에는 아무런 혜택이 없는 불공평한 계획안이라고 반발하였다. 한편 요크 지역과 요크 대학교는 조금 더 낙관된 전망을 제시하였다. 벨트 라인이 대학 캠퍼스와 스틸즈 애비뉴를 지난다면 승산은 있는 계획이라며 신중한 태도를 보였다. 네트워크 2011과 벨트 라인 계획안 간의 논쟁이 계속 이어지는 가운데, 피터슨 정부는 우선 양측이 모두 수용할 수 있는 스파다이나 선 다운즈뷰 연장을 진행하게 되었다.
신민주당의 밥 래 정부가 들어서면서 지하철 연장은 또다시 지연되었고, 4년 뒤에 렛츠 무브 (Let's Move) 계획안을 들고 나왔다. 계획안에 따르면 셰퍼드와 에글린턴 웨스트 지하철, 스카버러 RT 셰퍼드/마컴 로드 연장, 스파다이나 선 요크 대학교 연장 등이 포함되어 있었다. 스파다이나 선 요크 대학교 연장에 대한 지지는 높아졌는데, 본 시는 스틸즈 웨스트역을 짓는데 공사 비용을 일부 분담하겠다고 제안하였으나 광역 토론토 시는 스카버러 RT와 요크 대학교 연장을 두고 재정적 문제로 지지하기 힘들다고 밝혔다. 결국 주 정부와 토론토는 에글린턴 웨스트와 셰퍼드 선을 우선 짓고 RT와 요크 대학교 연장은 나중으로 미뤄두기로 하였다. 1995년 6월 총선에서 진보보수당의 마이크 해리스 정부가 당선되면서 셰퍼드 선을 제외한 나머지 계획안은 잠정 중단되었고 요크 대학교 연장 또한 휴면 상태에 놓였다.
진보보수당의 마이크 해리스 정부가 들어서면서 대중교통 건설은 침체 상태에 놓였지만 토론토 시 당국은 다음에 지하철을 어디에 놓아야 할 지 계속 고심하였다. 1999년 주 총선이 다가오면서 라스트먼 시장은 TTC 설계자들을 상대로 어떤 계획안에 중점을 두어야 하는지 물었다. 셰퍼드 선 빅토리아 파크 연장과 스파다이나 선 요크 대학교 연장이 설계자들 사이에서 호평을 받았다. 1999년에 들어서 요크 대학교 연장은 다운즈뷰 군 부대 재개발, 2008년 토론토 올림픽 개최 가능성, 본 시 당국의 제인 / 7번 고속도로 부도심 건설 등 개발 호재로 탄력을 받았으며 본 시가 요크 대학교 연장을 적극적으로 밀어붙이면서 토론토의 설계자들은 요크 대학교 연장에 집중하게 되었다.
이후 자유당의 돌튼 맥귄티 정부가 당선되고 자유당 재무부 장관이 본 지역의 주 의원인 그레그 소바라로, 스파다이나 선 요크 대학교 연장 지원은 가시권에 들어섰다. 2006년 3월 23일, 온타리오 주는 스파다이나 선을 스틸즈 애비뉴 뿐만 아니라 본 메트로폴리탄 센터까지 연장하는 데 6억 7천만 달러를 지원할 계획을 밝혔고 요크 지역과 토론토 시, 연방 정부도 그 수순을 따르게 되었다.
2011년 1월 17일, 첫 터널 굴착 기계가 도착하였고 공사는 2015년 개통을 목표로 두고 본격적으로 시작되었다. 2015년 초에 추운 날씨에 따른 공사 지연과 요크 유니버시티역 터널 붕괴 사고로 인부 한 명이 숨지면서 주 노동부의 조사가 이어지면서 개통 시기는 2016년으로 미루어졌고 예산은 4억 달러가 불어났다. 2015년 3월 20일, TTC 보고서에 따르면 공사 지연으로 개통 시기가 2016년 이후로 미루어질 것으로 보였으며 이에 따라 지하철 연장을 맡았던 TTC의 고위 경영진 두 명이 사퇴하였다. 교통국 측은 보고서를 승인하였으며 개통 시기를 2017년 말로 다시 잡았다. 2017년 9월 5일, TTC의 CEO인 앤디 바이퍼드는 9월 이사회 회의에서 지하철 연장 구간의 12월 17일 개통을 본격적으로 확정지었다.

## 역 구조
하이웨이 407역은 TTC 지하철과 YRT와 GO 트랜싯의 버스로 갈아탈 수 있는 환승 센터로, 추후 407번 고속도로의 버스 전용 도로 개통을 염두에 두고 설계되었다. 583대의 주차 공간은 물론 역으로 마중 나오는 차량들을 위한 25대의 정차 공간이 TTC 역 정문에 마련되어있다. 주차장과 환승 정차 구역에서 정문까지 이어지는 보행자 통로는 차도와 분리되어있으며 휠체어 승객들도 이용할 수 있도록 설계되었다.
버스 터미널 지붕은 조경용 덤불로 덮여있는 투명한 알루미늄 지붕으로, 뒷면은 흰색 세라믹 패널과 같은 색깔의 금속 문으로 씌여 있다. 버스 터미널은 조류 친화적인 검은색 알루미늄 커튼 월 프레임으로, 처마 장식과 지붕 돌출 부분은 아연 도금 알루미늄 패널로 장식하였다.
버스 터미널과 대합실 건물 내부의 벽과 기둥은 흰색 세라믹 패널로 씌여 있으며 문 또한 흰색 페인트로 통일하였다. 버스 승강장 바닥은 콘크리트이고 계단은 어두운 화강암 재질이다. 에스컬레이터는 스테인레스 재질의 내부 난간과 노란색 아트 글래스 마감재의 외부 난간으로 이루어져 있으며 가드레일은 스테인레스 프레임과 강화 적층 유리 패널로 이루어져 있다.
콩코스는 모든 출입구에서 개찰구로 이어져있으며 추후에 버스 전용 도로 개통을 염두에 두고 도로로 이어지는 통로 공간도 따로 마련해두었다. 개찰구를 지나면서 경사진 유리창 미술 작품이 보이는 층계참으로 이어지는데, 층계참에서는 승강장으로 이어지는 엘리베이터 한 대와 에스컬레이터 네 대로 이어진다.

## 공공 미술
이 역의 공공 미술은 토론토의 예술가인 데이비드 펄 (David Pearl) 이 맡게 되었으며, 펄은 지하철 채광창과 버스 승강장 서쪽의 유리 정면에 유리 예술 작품을 설치하였다. 펄에 따르면 표현력 있는 다채로운 유리는 자연광과 역 승객들의 역동성과 조화를 이루어 역 공간과 내부 표면에 활기를 불어넣게 되며 자연광과 조화되는 색상을 도입하여 태양의 주기와 리듬에 맞추게 되고 그린벨트 주변 환경에 대한 건축물의 조화를 이루고자 하였다고 밝혔다.

## 버스 연결편
이 역에서는 YRT와 GO 트랜싯 버스는 물론 토론토와 노스베이, 서더베리를 오가는 온타리오 노스랜드의 시외버스로 갈아탈 수 있다. 버스 터미널은 18개의 승강장으로 이루어져 있으며 GO 트랜싯에서 가장 큰 버스 터미널이기도 하다. TTC 지하철에서 YRT 버스 간의 별도의 환승 할인은 존재하지 않으며, 환승할 때 별도의 요금을 지불하여야 한다. GO 트랜싯 통근열차 또는 광역버스에서 YRT 시내버스로 갈아탈 경우 무료 환승이 가능하다.
이 역에 정차하는 YRT, GO 버스 노선은 아래와 같다.

### 요크 지역 교통
|  |  |  |

|  |  |  |

|  |  |  |

|  |

| 아메리카      |
| 브랜든 게이트 |

|  |

| 티에라 |
| 커닝햄 |

|  |

|  |

|  |

|  |  |  |

|  |  |  |

|  |  |  |

|  |  |  |

|  |  |  |  |  |

|  |  |  |

|  |  |  |

|  |  |  |

|  |  |  |

|  |  |  |

|  |  |  |

|  |  |  |

|  |

| 아메리카      |
| 브랜든 게이트 |

|  |

| 티에라 |
| 커닝햄 |

|  |

|  |

|  |

|  |  |  |

|  |  |  |

|  |  |  |

|  |  |  |

|  |  |  |  |  |

|  |  |  |

|  |  |  |

|  |  |  |

|  |  |  |

|  |  |  |

|  |  |  |

|  |  |  |

|  |

| 아메리카      |
| 브랜든 게이트 |

|  |

| 티에라 |
| 커닝햄 |

|  |

|  |

|  |

|  |  |  |

|  |  |  |

|  |  |  |

|  |  |  |

|  |  |  |  |  |

|  |  |  |

|  |  |  |

|  |  |  |

|  |  |  |

|  |  |  |

|  |  |  |

|  |  |  |

|  |

| 아메리카      |
| 브랜든 게이트 |

|  |

| 티에라 |
| 커닝햄 |

|  |

|  |

|  |

|  |  |  |

|  |  |  |

|  |  |  |

|  |  |  |

|  |  |  |  |  |

|  |  |  |

|  |  |  |

|  |  |  |

|  |  |  |

### GO 트랜싯
| 노선 | 노선                                          | 노선                                         | 종점                                              | 종점 | 종점                       | 경유지 | 기준일          | 비고 |
| ---- | --------------------------------------------- | -------------------------------------------- | ------------------------------------------------- | ---- | -------------------------- | --- | --------------- | ---- |
| 40   | 해밀턴 / 리치먼드힐                           | Hamilton / Richmond Hill                     | 해밀턴 GO 센터                                    | ↔    | 리치먼드힐 센터 터미널     | - 리치먼드힐 방면: 리치먼드힐 센터 터미널 - 해밀턴 방면: 토론토 피어슨 국제공항 제1터미널 · 렌포스역 · 딕시역 · 스퀘어원 쇼핑센터 · 트라팔가 / 407번 · 던다스 / 407번 · 해밀턴 GO 센터 | 2023년 6월 24일 |      |
| 41   | 해밀턴 / 피커링                               | Hamilton / Pickering                         | 해밀턴 GO 센터                                    | ↔    | 피커링역                   | - 피커링 방면: 리치먼드힐 센터 터미널 · 컨슈머스 로드 공업단지 · 스카버러센터 버스 터미널 · 센테니얼 대학 · 토론토 대학교 스카버러 캠퍼스 · 킹스턴 / 페어포트 · 피커링역 - 해밀턴 방면: 브래멀리역 · 스퀘어원 쇼핑센터 · 에린밀스역 · 트라팔가 / 407번 · 브론티 / 407번 · 던다스 / 407번 · 맥마스터 대학교 · 해밀턴 GO 센터 | 2023년 6월 24일 |      |
| 41A  | 해밀턴 / 피커링                               | Hamilton / Pickering                         | 스퀘어원 쇼핑센터                                 | ↔    | 피커링역                   | - 피커링 방면: 컨슈머스 로드 공업단지 · 센테니얼 대학 · 토론토 대학교 스카버러 캠퍼스 · 킹스턴 / 페어포트 · 피커링역 - 미시소가 방면: 브래멀리역 · 스퀘어원 쇼핑센터 | 2023년 6월 24일 |      |
| 47   | 해밀턴 / 407번 고속도로 버스 터미널           | Hamilton / Hwy 407 Bus Terminal              | 해밀턴 GO 센터                                    | ↔    | 407번 고속도로 버스 터미널 | 브래멀리역 · 스퀘어원 쇼핑센터 · 에린밀스역 · 트라팔가 / 407번 · 브론티 / 407번 · 던다스 / 407번 · 맥마스터 대학교 · 해밀턴 GO 센터 | 2023년 6월 24일 |      |
| 47W  | 해밀턴 / 407번 고속도로 버스 터미널           | Hamilton / Hwy 407 Bus Terminal              | 해밀턴 GO 센터                                    | ↔    | 메이저매켄지 / 400번       | - 본 방면: 캐나다 원더랜드 · 메이저매켄지 / 400번 - 해밀턴 방면: 브래멀리역 · 스퀘어원 쇼핑센터 · 에린밀스역 · 트라팔가 / 407번 · 브론티 / 407번 · 던다스 / 407번 · 맥마스터 대학교 · 해밀턴 GO 센터 | 2023년 6월 24일 |      |
| 48   | 궬프 / 407번 고속도로 버스 터미널             | Guelph / Hwy 407 Bus Terminal                | 궬프 대학교                                       | ↔    | 407번 고속도로 버스 터미널 | 브래멀리역 · 휴론타리오 / 407번 · 메도우베일역 · 브록 / 매클레인 · 궬프 대학교 | 2023년 6월 24일 |      |
| 52   | 더럼 대학 오샤와 / 407번 고속도로 버스 터미널 | Durham College Oshawa / Hwy 407 Bus Terminal | 407번 고속도로 버스 터미널                        | ↔    | 오샤와역                   | 리치먼드힐 센터 터미널 · 유니언빌역 · 코넬 버스 터미널 · 브록 / 407번 · 볼드윈 / 407번 · 온타리오주 공과대학 / 더럼 대학 · 센터 / 에이솔 · 오샤와역 | 2023년 6월 24일 |      |
| 52X  | 더럼 대학 오샤와 / 407번 고속도로 버스 터미널 | Durham College Oshawa / Hwy 407 Bus Terminal | 메이저매켄지 웨스트 버스 터미널 (캐나다 원더랜드) | ↔    | 오샤와역                   | - 오샤와 방면: 리치먼드힐 센터 터미널 · 유니언빌역 · 코넬 버스 터미널 · 브록 / 407번 · 볼드윈 / 407번 · 온타리오주 공과대학 / 더럼 대학 · 센터 / 에이솔 · 오샤와역 - 본 방면: 메이저매켄지 웨스트 버스 터미널 (캐나다 원더랜드)                                                                                             | 2023년 6월 24일 |      |
| 54   | 마운트조이 / 407번 고속도로 버스 터미널       | Mount Joy / Hwy 407 Bus Terminal             | 407번 고속도로 버스 터미널                        | ↔    | 마운트조이역               | 리치먼드힐 센터 터미널 · 유니언빌역 · 센테니얼역 · 마컴역 · 마운트조이역 | 2023년 6월 24일 |      |
| 56   | 더럼 대학 오샤와 / 오크빌                     | Durham College Oshawa / Oakville             | 오크빌역                                          | ↔    | 오샤와역                   | - 오샤와 방면: 리치먼드힐 센터 터미널 · 유니언빌역 · 코넬 버스 터미널 · 브록 / 407번 · 볼드윈 / 407번 · 온타리오주 공과대학 / 더럼 대학 · 센터 / 에이솔 · 오샤와역 - 오크빌 방면: 브래멀리역 · 스퀘어원 쇼핑센터 · 에린밀스역 · 트라팔가 / 407번 · 셰리던 대학 · 오크빌역                                                   | 2023년 6월 24일 |      |

## 인접한 역
| TTC 1호선 영-유니버시티   | TTC 1호선 영-유니버시티 | TTC 1호선 영-유니버시티    |
| ------------------------- | ----------------------- | -------------------------- |
| 본 메트로폴리탄 센터 방면 | 1호선 영-유니버시티     | 파이어니어빌리지 핀치 방면 |